# Deemston
Deemston är en ort i Washington County i delstaten Pennsylvania. Vid 2010 års folkräkning hade Deemston 722 invånare.